# Elizabeth Jennings
Elizabeth Joan Jennings (ur. 20 lipca 1926, zm. 25 października 2001) – angielska poetka.
Była związana z grupą literacką "The Movement", działającą w latach pięćdziesiątych XX wieku, której przedstawiciele sprzeciwiali się skostniałej stylistyce romantyczno-wojennego epigonizmu, zachowując dystans wobec wielkich tematów i dyscyplinę formalną.

## Wybrane tomy poezji
- Poems (1953)
- A Way of Looking (1955)
- A Sense of the World (1958)
- Song For a Birth or a Death (1961)
- Recoveries (1964)
- The Mind has Mountains (1966)
- Collected Poems 1967 (1967)
- The Animals' Arrival (1969)
- Lucidities (1970)
- Relationships (1972)
- Growing Points (1975)
- Consequently I Rejoice (1977)
- After the Ark (1978)
- Moments of Grace (1980)
- Extending the Territory (1985)
- Collected Poems (1953-1985) (1986)